# Myszki (województwo mazowieckie)
Myszki (dawn. Myszewo-Myszki) – wieś w Polsce położona w województwie mazowieckim, w powiecie sierpeckim, w gminie Mochowo.
Wieś wchodzi w skład sołectwa Myszki-Żabiki.
W latach 1975–1998 miejscowość administracyjnie należała do województwa płockiego.